# 阿科尔瓦人

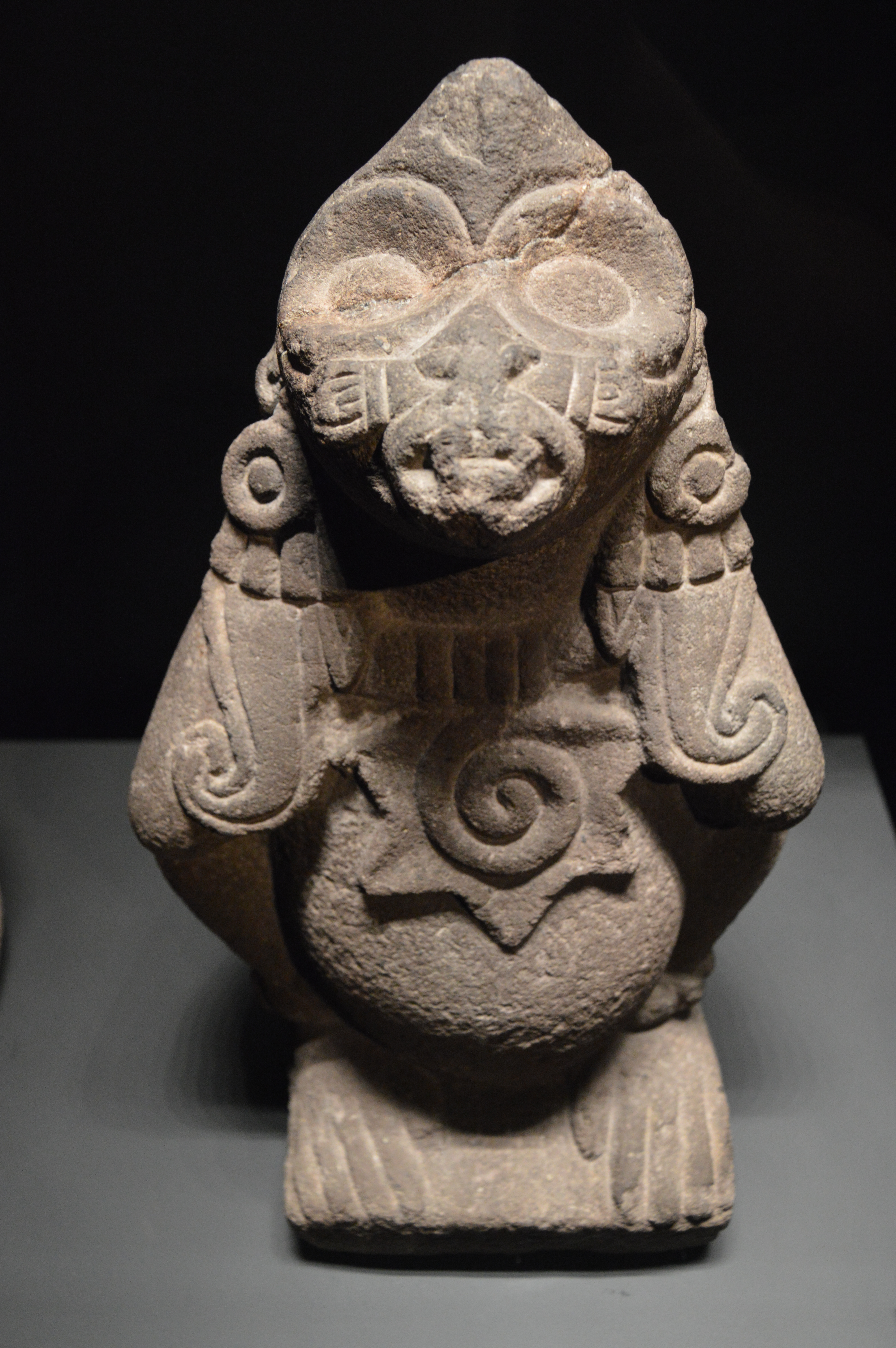
阿科尔瓦风神埃赫卡特尔的石雕作品，展于法国布朗利河岸博物馆

阿科尔瓦人（Acolhua）是主要分布于中美洲墨西哥谷东部的原住民族，他们在13世纪迁入该地。阿科尔瓦人的文化和创造阿兹特克文明的墨西加人相近，通常被视作纳瓦人的一个分支。阿科尔瓦人创造了古墨西哥城邦特斯科科，其统治王朝据推测来源于奥托米语民族，但在特拉托阿尼特乔特拉拉特辛的规定下改用更加强势的纳瓦特尔语。
阿科尔瓦城邦特斯科科是墨西加城邦特诺奇蒂特兰的忠实盟友，两邦和特帕内克城邦特拉科潘一同组成了阿兹特克帝国。

### 书目
- Smith, Michael E.  (PDF). Ethnohistory (Columbus, OH: American Society for Ethnohistory). 1984, 31 (3): 153–186  [2018-11-05]. JSTOR 482619. OCLC 145142543. doi:10.2307/482619. （原始内容存档 (PDF)于2018-10-08）.